# Umingán
Umigán  (Bayan ng  Umigan - Ili ti Umigan)  es un municipio filipino de primera categoría, situado en la isla de Luzón. Forma parte de la provincia de Pangasinán situada en la Región Administrativa de Ilocos, también denominada Región I.

## Geografía
Situado a los pies de las montañas de Caraballo, en el extremo suroriental de la provincia en el límite con la de Nueva Écija. Linda al norte con el municipio de San Quintín; al este con el de Lupao; al sur con los de Cuyapo y Talugtut; y al oeste con el de Balungao.

### Barangays
El municipio de Umingán se divide, a los efectos administrativos, en 58 barangayes o barrios, conforme a la siguiente relación:
| - Abot Molina - Alo-o - Amaronán - Annam - Bantug - Baracbac - Barat - Buenavista - Cabalitián - Cabangarán - Cabaruán - Cabatuán - Cádiz - Calitlitán - Capas - Carayungan del Sur | - Carosalesán - Casilán - Caurdanetaán - Concepción - Decreto - Diaz - Del Rosario (Treinta y siete) - Diket - Don Justo Ábalos (Caroán) - Don Montano (Cadamortisan) - Esperanza - Evangelista - Flores - Fulgosino | - Gonzales (Carayungán) - La Paz - Labuán - Lauren - Lubong - Luna del Oeste - Luna del Este - Mantacdang - Maseil-seil - Nampalcán - Nancalabasaán - Pangangaán - Papallasen - Pimienta - Población del Este | - Población del Oeste - Prado - Resurrección - Ricos - San Andrés (Parang) - San Juan - San León - San Pablo - San Vicente - Santa María - Santa Rosa - Sinabaán - Tanggal Sawang |  |

### Demografía
A mediados del siglo XIX, año de 1845,  contaba con 4.634 almas, de las cuales  701 contribuían con 7.010 reales de plata.

## Historia
A mediados del siglo XIX formaba parte de la provincia de Nueva Écija, siendo fronterizo con la de Pangasinán.

"...UMINGAN: pueblo con cura y gobernadorcillo, en la isla de Luzón, provincia de Nueva Ecija, arzobispado de Manila..." 

"...sit. en terr. llano y clima templado. Tiene unas 772 casas, la de comunidad y la parroquial. Hay una escuela de niños y otra de niñas, una iglesia parroquial servida por un cura regular, y fuera de la pobl. el cementerio que está bien situado...." 

"...El terr. es fértil, y la parte reducida á cultivólas prod. son: arroz, raaiz, café, pimienta, varias frutas y legumbres; su ind. se reduce casi toda á la agricultura y a la fabricación de telas en que se emplean las mugeres..."
Diccionario Buzeta, UNG-466-UTU 1850

En 1861 Quintín Lictawa aunó voluntades para solicitar al gobierno español el reconocimiento como municipio del barrio de Lango-Lango, que al ser reconocido como tal en 1863 adoptó el nombre de San Quintín.

## Patrimonio
Iglesia parroquial católica bajo la advocación de la Inmaculada Concepción, data del año 1867 y hoy se encuentra bajo la jurisdicción de la diócesis de Urdaneta en la Arquidiócesis de Lingayén-Dagupán. Sede del Vicariato de San José.